# آرنو فریش
آرنو فریش (انگلیسی: Arno Frisch؛ زادهٔ ۱۳ نوامبر ۱۹۷۵) بازیگر اهل اتریش است.
از فیلم‌های او می‌توان به نامت یوستینه است اشاره کرد.